# Tiếng Puyuma
Tiếng Puyuma (tên tự gọi Pinuyumayan, tiếng Trung: 卑南語; Hán-Việt: Ti Nam Ngữ; bính âm: Bēinán Yǔ) là ngôn ngữ của người Puyuma, một dân tộc bản xứ Đài Loan (xem thổ dân Đài Loan). Đây là một ngôn ngữ Formosa (một nhóm địa lý) trong ngữ hệ Nam Đảo. Hầu hết người nói là người trung niên hay lớn tuổi.
Tiếng Puyuma là một ngôn ngữ Nam Đảo có nhiều nét khác biệt.

## Phương ngữ
Phân loại nội tại cho các phương ngữ tiếng Puyuma dưới đây lấy từ Ting (1978). Phương ngữ Nam Vương là một phương ngữ vừa có phần nguyên thủy về âm vị học vừa có phần đổi mới về ngữ pháp: nó lưu giữ âm tắc hữu thanh của tiếng Puyuma nguyên thủy, song hợp nhất sỡ hữu cách và bổ cách.
- Puyuma nguyên thủy
  - Nam Vương
  - (Nhánh chính)
    - Pinaski–Ulivelivek
    - Rikavung
    - Kasavakan–Katipul

Những làng nói tiếng Puyuma:
Cụm Puyuma
- Puyuma (tiếng Trung: 南王 Nam Vương)
- Apapulu (tiếng Trung: 寶桑 Bảo Tang)

Cụm Katipul
- Alipai (tiếng Trung: 賓朗 Tân Lãng)
- Pinaski (tiếng Trung: 下賓朗 Hạ Tân Lãng); cách Puyuma/Nam Vương 2 km, có giao lưu tiếp xúc cho đến ngày nay
- Pankiu (tiếng Trung: 班鳩 Ban Cưu)
- Kasavakan (tiếng Trung: 建和 Kiến Hoà)
- Katratripul (tiếng Trung: 知本 Tri Bản)
- Likavung (tiếng Trung: 利嘉 Lợi Gia)
- Tamalakaw (tiếng Trung: 泰安 Thái An)
- Ulivelivek (tiếng Trung: 初鹿 Sơ Lộc)

## Âm vị học
Tiếng Puyuma có 18 phụ âm, 4 nguyên âm:
|          |           | Đôi môi | Chân răng | Quặt lưỡi | Vòm | Ngạc mềm | Thanh hầu |
| -------- | --------- | ------- | --------- | --------- | --- | -------- | --------- |
| Mũi      | Mũi       | m       | n         |           |     | ŋ        |           |
| Tắc      | vô thanh  | p       | t         | ʈ         |     | k        | ʔ         |
| Tắc      | hữu thanh | b       | d         | ɖ         |     | ɡ        |           |
| Xát      | Xát       |         | s         |           |     |          |           |
| Rung     | Rung      |         | r         |           |     |          |           |
| Tiếp cận | Tiếp cận  |         | l         | ɭ         | j   | w        |           |

|      | Trước | Giữa | Sau |
| ---- | ----- | ---- | --- |
| Đóng | i     |      | u   |
| Vừa  |       | ə    |     |
| Mở   |       | a    |     |